# Lista gmin prowincji Cáceres
Lista gmin prowincji Cáceres
| Gmina                     | Liczba mieszkańców (2002) |
| Abadía                    | 297                       |
| Abertura                  | 509                       |
| Acebo                     | 784                       |
| Acehúche                  | 925                       |
| Aceituna                  | 657                       |
| Ahigal                    | 1,479                     |
| Alagón del Río            | 932 (2017)                |
| Albalá                    | 859                       |
| Alcántara                 | 1,769                     |
| Alcollarín                | 343                       |
| Alcuéscar                 | 2,919                     |
| Aldea del Cano            | 772                       |
| La Aldea del Obispo       | 353                       |
| Aldeacentenera            | 899                       |
| Aldeanueva de la Vera     | 2,463                     |
| Aldeanueva del Camino     | 836                       |
| Aldehuela de Jerte        | 367                       |
| Alía                      | 1,321                     |
| Aliseda                   | 2,101                     |
| Almaraz                   | 1,425                     |
| Almoharín                 | 2,142                     |
| Arroyo de la Luz          | 6,522                     |
| Arroyomolinos             | 1,135                     |
| Arroyomolinos de la Vera  | 564                       |
| Baños de Montemayor       | 718                       |
| Barrado                   | 513                       |
| Belvís de Monroy          | 606                       |
| Benquerencia              | 118                       |
| Berrocalejo               | 118                       |
| Berzocana                 | 567                       |
| Bohonal de Ibor           | 574                       |
| Botija                    | 164                       |
| Brozas                    | 2,329                     |
| Cabañas del Castillo      | 523                       |
| Cabezabellosa             | 485                       |
| Cabezuela del Valle       | 2,310                     |
| Cabrero                   | 415                       |
| Cáceres                   | 84,439                    |
| Cachorrilla               | 104                       |
| Cadalso                   | 580                       |
| Calzadilla                | 554                       |
| Caminomorisco             | 1,265                     |
| Campillo de Deleitosa     | 120                       |
| Campo Lugar               | 1,198                     |
| Cañamero                  | 1,838                     |
| Cañaveral                 | 1,357                     |
| Carbajo                   | 271                       |
| Carcaboso                 | 1,087                     |
| Carrascalejo              | 394                       |
| Casar de Cáceres          | 4,757                     |
| Casar de Palomero         | 1,289                     |
| Casares de las Hurdes     | 649                       |
| Casas de Don Antonio      | 218                       |
| Casas de Don Gómez        | 336                       |
| Casas de Millán           | 773                       |
| Casas de Miravete         | 194                       |
| Casas del Castañar        | 671                       |
| Casas del Monte           | 925                       |
| Casatejada                | 1,264                     |
| Casillas de Coria         | 525                       |
| Castañar de Ibor          | 1,262                     |
| Ceclavín                  | 2,189                     |
| Cedillo                   | 553                       |
| Cerezo                    | 217                       |
| Cilleros                  | 2,102                     |
| Collado                   | 227                       |
| Conquista de la Sierra    | 215                       |
| Coria                     | 12,781                    |
| Cuacos de Yuste           | 961                       |
| La Cumbre                 | 1,121                     |
| Deleitosa                 | 880                       |
| Descargamaría             | 277                       |
| Eljas                     | 1,198                     |
| Escurial                  | 908                       |
| Fresnedoso de Ibor        | 344                       |
| Galisteo                  | 1,955                     |
| Garciaz                   | 979                       |
| La Garganta               | 593                       |
| Garganta la Olla          | 1,157                     |
| Gargantilla               | 478                       |
| Gargüera                  | 181                       |
| Garrovillas de Alconétar  | 2,457                     |
| Garvín                    | 118                       |
| Gata                      | 1,846                     |
| El Gordo                  | 288                       |
| La Granja                 | 392                       |
| Guadalupe                 | 2,325                     |
| Guijo de Coria            | 286                       |
| Guijo de Galisteo         | 1,839                     |
| Guijo de Granadilla       | 721                       |
| Guijo de Santa Bárbara    | 467                       |
| Herguijuela               | 428                       |
| Hernán-Pérez              | 501                       |
| Herrera de Alcántara      | 320                       |
| Herreruela                | 326                       |
| Hervás                    | 3,881                     |
| Higuera                   | 110                       |
| Hinojal                   | 428                       |
| Holguera                  | 825                       |
| Hoyos                     | 1,017                     |
| Huélaga                   | 207                       |
| Ibahernando               | 658                       |
| Jaraicejo                 | 676                       |
| Jaraíz de la Vera         | 6,754                     |
| Jarandilla de la Vera     | 3,077                     |
| Jarilla                   | 160                       |
| Jerte                     | 1,327                     |
| Ladrillar                 | 298                       |
| Logrosán                  | 2,386                     |
| Losar de la Vera          | 3,198                     |
| Madrigal de la Vera       | 1,794                     |
| Madrigalejo               | 2,122                     |
| Madroñera                 | 3,127                     |
| Majadas                   | 1,209                     |
| Malpartida de Cáceres     | 4,412                     |
| Malpartida de Plasencia   | 4,310                     |
| Marchagaz                 | 307                       |
| Mata de Alcántara         | 366                       |
| Membrío                   | 883                       |
| Mesas de Ibor             | 215                       |
| Miajadas                  | 9,065                     |
| Millanes                  | 217                       |
| Mirabel                   | 790                       |
| Mohedas de Granadilla     | 1,105                     |
| Monroy                    | 1,014                     |
| Montánchez                | 2,153                     |
| Montehermoso              | 5,493                     |
| Moraleja                  | 8,095                     |
| Morcillo                  | 462                       |
| Navaconcejo               | 2,122                     |
| Navalmoral de la Mata     | 15,233                    |
| Navalvillar de Ibor       | 494                       |
| Navas del Madroño         | 1,511                     |
| Navezuelas                | 708                       |
| Nuñomoral                 | 1,668                     |
| Oliva de Plasencia        | 276                       |
| Palomero                  | 530                       |
| Pasarón de la Vera        | 711                       |
| Pedroso de Acim           | 134                       |
| Peraleda de la Mata       | 1,506                     |
| Peraleda de San Román     | 391                       |
| Perales del Puerto        | 1,015                     |
| Pescueza                  | 189                       |
| La Pesga                  | 1,187                     |
| Piedras Albas             | 186                       |
| Pinofranqueado            | 1,593                     |
| Piornal                   | 1,554                     |
| Plasencia                 | 38,495                    |
| Plasenzuela               | 503                       |
| Portaje                   | 401                       |
| Portezuelo                | 299                       |
| Pozuelo de Zarzón         | 601                       |
| Puerto de Santa Cruz      | 415                       |
| Rebollar                  | 240                       |
| Riolobos                  | 1,477                     |
| Robledillo de Gata        | 164                       |
| Robledillo de la Vera     | 325                       |
| Robledillo de Trujillo    | 490                       |
| Robledollano              | 409                       |
| Romangordo                | 190                       |
| Rosalejo                  | 1,706                     |
| Ruanes                    | 102                       |
| Salorino                  | 732                       |
| Salvatierra de Santiago   | 434                       |
| San Martín de Trevejo     | 959                       |
| Santa Ana                 | 351                       |
| Santa Cruz de la Sierra   | 346                       |
| Santa Cruz de Paniagua    | 417                       |
| Santa Marta de Magasca    | 287                       |
| Santiago de Alcántara     | 741                       |
| Santiago del Campo        | 326                       |
| Santibáñez el Alto        | 537                       |
| Santibáñez el Bajo        | 994                       |
| Saucedilla                | 627                       |
| Segura de Toro            | 205                       |
| Serradilla                | 1,864                     |
| Serrejón                  | 485                       |
| Sierra de Fuentes         | 1,821                     |
| Talaván                   | 967                       |
| Talaveruela de la Vera    | 424                       |
| Talayuela                 | 10,328                    |
| Tejeda de Tiétar          | 1,015                     |
| Toril                     | 202                       |
| Tornavacas                | 1,334                     |
| El Torno                  | 925                       |
| Torre de Don Miguel       | 638                       |
| Torre de Santa María      | 711                       |
| Torrecilla de los Ángeles | 768                       |
| Torrecillas de la Tiesa   | 1,154                     |
| Torrejón el Rubio         | 654                       |
| Torrejoncillo             | 3,462                     |
| Torremenga                | 626                       |
| Torremocha                | 1,227                     |
| Torreorgaz                | 1,670                     |
| Torrequemada              | 613                       |
| Trujillo                  | 9,456                     |
| Valdastillas              | 358                       |
| Valdecañas de Tajo        | 230                       |
| Valdefuentes              | 1,491                     |
| Valdehúncar               | 221                       |
| Valdelacasa de Tajo       | 484                       |
| Valdemorales              | 268                       |
| Valdeobispo               | 809                       |
| Valencia de Alcántara     | 6,136                     |
| Valverde de la Vera       | 540                       |
| Valverde del Fresno       | 2,654                     |
| Viandar de la Vera        | 306                       |
| Villa del Campo           | 629                       |
| Villa del Rey             | 179                       |
| Villamesías               | 345                       |
| Villamiel                 | 682                       |
| Villanueva de la Sierra   | 615                       |
| Villanueva de la Vera     | 1,951                     |
| Villar de Plasencia       | 256                       |
| Villar del Pedroso        | 779                       |
| Villasbuenas de Gata      | 505                       |
| Zarza de Granadilla       | 1,749                     |
| Zarza de Montánchez       | 617                       |
| Zarza la Mayor            | 1,666                     |
| Zorita                    | 1,925                     |